# Corrado De Vita
Corrado De Vita (Noto, 1905 – Roma, 21 settembre 1987) è stato un giornalista e scrittore italiano.

## Biografia
Nacque a Noto ma compì gli studi a Napoli laureandosi in Lettere, allievo del dantista Francesco Torraca, con una tesi sull’Ariosto. Si spostò quindi a Milano e collaborò con La Fiera Letteraria, un settimanale culturale fondato e diretto da Umberto Fracchia. Successivamente fu redattore della pagina culturale del quotidiano La Tribuna di Roma.
Sul finire degli anni 30 passò al Giornale d'Italia del quale divenne corrispondente di guerra imbarcato su alcune navi della Regia Marina. Si trovò quindi ad essere spettatore di scontri con la flotta inglese nei quali la Regia Marina subì disastrose sconfitte: la Battaglia di Punta Stilo (9 luglio 1940), la Notte di Taranto (12 novembre 1940) e la Battaglia di Capo Matapan (23 - 29 marzo 1941). Da questa esperienza nacque il suo primo libro Il paradiso dei marinai (1942), una raccolta di racconti in parte autobiografici. Nello stesso anno, conclusa la sua parentesi bellica, fu assunto dal Corriere della Sera come vice-caporedattore.
Durante questo suo incarico talvolta fece segretamente comporre da alcuni linotipisti del Corriere i testi per il foglio antifascista Fronte, trasportando egli stesso i pesanti piombi da rotativa alla casa di Albe e Lica Steiner., dove c’era anche Elio Vittorini, per essere stampati.
La notte dell’occupazione di Roma da parte dei tedeschi (8 settembre 1943),  d’accordo con Vittorini, Pietro Ingrao, Celeste Negarville, Gillo Pontecorvo e Salvatore Di Benedetto, De Vita fece stampare dalle rotative del Corriere un gran numero di copie del giornale monofoglio La libertà del Popolo. A suo carico per questo furono spiccati due mandati di cattura ed egli si salvò solo con l’aiuto dell'amico Raffaele Carrieri che lo tenne nascosto nella sua casa milanese di via Borgospesso.
Nel 1945, terminata la guerra, insieme a Michele Rago, Alfonso Gatto e Mario Bonfadini fondò il quotidiano del pomeriggio Milano Sera e ne fu personalmente direttore dal 15 dicembre 1945 al 4 novembre 1954.
Nell’ambito di questo giornale egli promosse la creazione della Cooperativa del Libro Popolare (Colip), la prima collana di libri economici tascabili del dopoguerra. Successivamente diresse la casa editrice Parenti e poi la Editori Riuniti di cui fu presidente.
Nel 1972 ritornò alle sue esperienze di guerra con il romanzo W L’i… che ottenne il Premio Campione e pubblicò anche Conoscenza di Stefano, con prefazione di Carlo Bo, una raccolta di versi dedicata al figlio morto tragicamente. Un'opera che gli fece vincere il Premio Viareggio Opera prima, Poesia.
Del 1980 è il suo secondo volume di poesie Sopra è la Terra , con un saggio introduttivo di Michele Rago.
Morì a Roma il 21 settembre 1987, due anni dopo la morte della moglie, la pittrice Caterina Castellucci, detta Katy, che aveva sposato nel 1940.

## Riconoscimenti
Carlo Bo ha detto di lui che …era uno scrittore senza confini, senza limiti, portato a travolgere nel torrente della sua immaginazione i legami ed i riferimenti con la realtà….

## Opere
- Il paradiso dei marinai, Milano, Garzanti, 1942.
- Io sono vivo, Milano, Garzanti, 1946.
- "W l'i...", Milano, Garzanti, 1972.
- Conoscenza di Stefano, poesie, Milano, Garzanti, 1972.
- Conoscenza di Stefano, poesie, Milano, Aldo Palazzi Editore, 1972.
- Sopra è la terra, poesie, Milano, Garzanti, 1980.